# Chanson « En outre »
La Chanson « En outre » est une mélodie pour voix et piano de la compositrice française Claude Arrieu, écrite en 1929.

## Contexte et création
Claude Arrieu compose sa Chanson « En outre » sur un texte de Jean Moréas, extrait du recueil Le Pèlerin passionné. L'œuvre est encore inédite.